# 바실리 바르톨트
바실리 블라디미로비치 바르톨트(러시아어: Васи́лий Влади́мирович Барто́льд, 독일어: Wassili Wladimirowitsch Bartold, 1869년 11월 15일 ~ 1930년 8월 19일)는 소련의 역사학자로 튀르크학 분야의 대학자인 바실리 라들로프의 뒤를 잇는 학자이다. 그의 연구는 중세 중앙아시아의 문화의 이해에 엄청난 공헌을 했고, 그에게는 '투르키스탄의 기번'이라는 별명을 가져다 주었다.

## 생애
1869년 바르톨트는 부유한 독일계 러시아인 주식 거래자의 자식으로서 상트페테르부르크에서 태어났다. 1887년 상트페테르부르크 대학의 동양 언어학과에 입학해 아랍어, 페르시아어, 튀르크어를 전공하고 중앙아시아사와 중세 이슬람사를 배웠다. 1891년 대학을 졸업해 유럽 유학을 떠났다.
1896년 그는 귀국해 상트페테르부르크 대학의 비상근 강사가 되었다. 이 당시 그의 강의는 그의 무슬림 국가들에 대한 여행 일정이 언제나 예정보다 길어졌기 때문에 항상 늦어졌다. 두 권으로 이루어진 그의 논문 『몽골 침입 시대의 투르키스탄』(Turkestan down to the Mongol Invasion, 1898–1900)에서 그는 몽골의 지배가 무슬림 세계에 많은 이득을 가져다 주었다고 주장했다. 바르톨트는 이전까지는 잘 알려지지 않았던 초기 아랍 역사학자들의 키예프 루스에 대한 기록을 처음으로 출판했다. 또한 그는 무슬림 연구에 대한 여러 학술지를 편집했으며, 『이슬람 백과사전』(Encyclopaedia of Islam) 초판에도 많은 기여를 했다. 1913년 그는 러시아 과학 아카데미의 회원이 되었다. 1917년 2월에 그는 러시아 국경지대 인구의 부족 구성학 위원회원이 되었다.
볼셰비키 혁명 이후에 바르톨트는 표트르 대제 박물관장으로 임명되어 1918년부터 1921년까지 이 직책을 맡았다. 그의 이슬람 역사에 대한 논문들 중 3편인 Islam (1918), Muslim Culture (1918, 이 논문은 샤히드 수라와디가 영어로 번역했다.), The Muslim World (1922) 은 대단히 권위있는 것으로 인정받는다. 또한 그는 중앙아시아의 무슬림 국가들이 키릴 문자를 채택했을때, 이를 다듬는데도 도움을 주었다. 그의 저작 대부분은 영어, 아랍어, 페르시아어로 번역이 되었다. 바르톨트의 작업물들은 수집되어 1963년에서 1977년 사이에 9권으로 출판되었다.

### 학문적 경향 및 평가
그는 철저히 원전연구에 자신을 바쳤다. 따라서 그의 연구는 사료가 많이 남아있던 몽골 제국 시대가 중심이 되었다.
그는 중앙아시아, 투르키스탄, 이슬람 세계의 역사를 폭넓게 연구한 끝에 세계사에 대한 유라시아 내륙의 기여를 처음으로 지적했다. 그리고 러시아에서 그전까지 미개한 정복자로 간주된 몽골 제국 등 중앙아시아사를 세계사의 중심으로 끌어올렸다. 이는 소련의 공식적인 역사관과 반대되는, 중앙아시아 민족들의 자긍심을 고취시키는 것으로도 보였기 때문에 그의 저서 여럿이 발간 금지 조치에 취해지기도 했었다.

### 연보
- 1869년 상트페테르부르크에서 태어남.
- 1887년 상트페테르부르크 대학에 입학
- 1891년 상트페테르부르크 대학 동양 언어학과 졸업한 뒤에 유럽 유학.
- 1893년 세미레체 지역 현지 조사.
- 1896년 상트페테르부르크 대학 비상근 강사가 됨.
- 1900년 학사 학위 논문으로 『몽골 침입 시대의 투르키스탄』를 씀.
- 1901년 상트페테르부르크 대학 객원 교수가 됨.
- 1904년 사마르칸트 발굴에 참가함.
- 1906년 상트페테르부르크 대학 정교수가 됨.
- 1913년 러시아 과학 아카데미 회원이 됨.
- 1917년 러시아 국경지대 인구의 부족 구성학 위원회의 위원이 됨.
- 1928년 『몽골 침입 이전의 투르키스탄』가 영어로 번역됨.
- 1930년 레닌그라드에서 사망.

## 저서

### 영어
- Turkestan Down to the Mongol Invasion (London: Luzac & Co) 1928 (Trans. T. Minorsky & C.E. Bosworth)
- A Short History of Turkestan (1920) in Four Studies on the History of Central Asia (Leiden: E.J. Brill) 1956 (Trans. V. & T.Minorsky)
- An Historical Geography of Iran (Princeton: Princeton University Press) 1984 (translated by Svat Soucek; edited by C.E. Bosworth)

### 러시아어
- Собрание сочинений (Москва: Издательство Восточной литературы) 1963-77 9 Vols.
- Отчет о поездке в Среднюю Азию с научною целью (С.Пб.: Тип. Имп. Академии Наук) 1897
- История культурной жизни Туркестана (Москва: Изд. Академии наук СССР) 1927
- Работы по исторической географии (Москва: Изд. фирма «Восточная литература» РАН) 2002

## 참고 서적
- 두산백과의 항목: 바실리 바르톨드 (2011년 5월 28일 확인)
- 스기야마 마사아키 지음, 임대희·김장구·양영우 옮김, 『몽골 세계제국』, 신서원, 1999.